# 24 nivôse
24 frimaire 24 pluviôse
Le quartidi 24 nivôse, officiellement dénommé jour du cuivre, est le 114e jour de l'année du calendrier républicain.
C'était généralement le 13e jour du mois de janvier dans le calendrier grégorien.